# 十二日まち

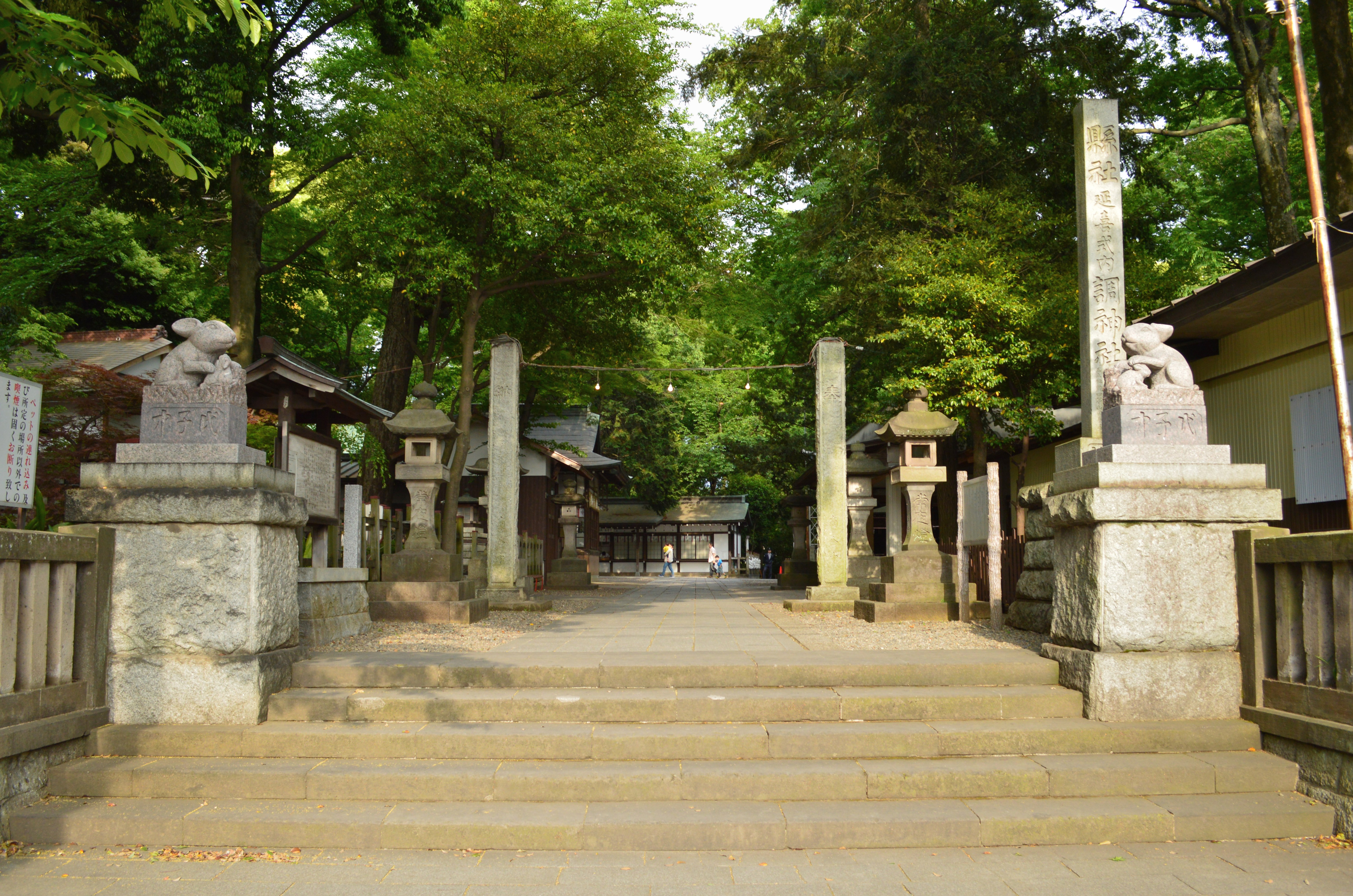
調神社 境内入口

十二日まち（じゅうにんちまち）は、埼玉県さいたま市浦和区の祭。明治時代から続く大歳の市となっている。

## 概要
毎年12月12日の11時から21時半（交通規制は22時まで。路線バスの運行に変更はない）に、調神社・調公園や、埼玉県道213号曲本さいたま線（旧中山道）の岸町公民館前交差点から浦和駅西口交差点などで開催される。神社境内ではかっこめ市（熊手）が開催され、熊手を買い求める客で混雑する。毎年露店が約1000店出店し、例年約15万人ほどの人出がある。
また、1月1日からの三が日には県内から多くの初詣客が参拝に訪れ、参拝待ちの行列が埼玉県道213号曲本さいたま線（旧中山道）まで続く。例年浦和レッドダイヤモンズの監督選手などが必勝祈願のために調神社を参拝している
なお、2020年は新型コロナウイルス感染症の影響により路上への露店出店を中止し、境内のみでの開催となった。

## アクセス
- 浦和駅西口から徒歩10分（調神社）。また、岸町公民館及び調公園東側に自転車の駐輪場が設けられる。但し自動車の駐車場はないため、遠方からは公共交通機関の利用となる。[1]

浦和駅西口から埼玉県道34号さいたま草加線（県庁通り）を西へ進み、浦和駅西口交差点で左折し埼玉県道213号曲本さいたま線（旧中山道）へ。

## ギャラリー
- 調神社境内
- 神社本殿
- かっこめ市
- かっこめ市の熊手
- 旧中山道